# Mervyn Stockwood
Arthur Mervyn Stockwood (* 27. Mai 1913 in Bridgend, Glamorgan; † 13. Januar 1995 in Bath, Somerset, England) war ein britischer anglikanischer Theologe. Er war von 1959 bis 1980 Bischof von Southwark in der Church of England.

## Leben
Mervyn Stockwood wurde in der Grafschaft Glamorgan in Wales geboren. Sein Vater Arthur Stockwood, ein Solicitor, starb 1916 im Ersten Weltkrieg in der Schlacht an der Somme, als er drei Jahre alt war. 1917 zog die Familie nach Bristol. An der All Saints’ Church in Clifton, einem Vorort von Bristol, lernte Stockwood bei Gottesdiensten den Anglokatholizismus kennen; dies förderte sein Interesse für das Rituelle und das Dramatische.
Er besuchte die Downs School und das Kelly College in Tavistock in der Grafschaft Devon. Im Alter von nur 18 Jahren wurde er bereits Lektor. Ab 1931 studierte er Geschichte am Christ’s College der University of Cambridge, wo er 1934 seinen Abschluss erwarb. Dort wurde er stark von dem liberalen Hochschullehrer Charles E. Raven, Regius Professor of Divinity, beeinflusst. Zur Vorbereitung auf das Priesteramt studierte er Theologie am Westcott House College in Cambridge.
1936 wurde er zum Diakon geweiht; 1937 folgte die Priesterweihe in der Bristol Cathedral. Er war nach seiner Priesterweihe zunächst von 1936 bis 1941 Pfarrvikar ( Assistant Curate) an der St Matthew’s Church im Stadtteil Moorefields in Bristol; von 1941 bis 1955 war er dort auch Pfarrer (Vicar). Gleichzeitig war er Missionar an der Blundell’s School. 1955 wurde er Pfarrer (Vicar) an der Great St Mary’s Church in Cambridge; dort war er bis 1959 im Amt. Mit seinen Predigten zog er sehr viele Studenten an, was sie landesweite Anerkennung und Bekanntheit einbrachte. Stockwood, von extravaganter auffälliger Erscheinung, war zeitweise in Bristol und Cambridge Ratsmitglied (Councillor) für die Labour Party, nachdem er während seiner theologischen Ausbildung Anhänger des Sozialismus geworden war. Aufgrund seiner unorthodoxen Arbeit wurde er jedoch mehrfach aus der Labour Party ausgeschlossen.
1959 wurde Stockwood, auf Vorschlag von Geoffrey Fisher, dem damaligen Erzbischof von Canterbury, zum Bischof von Southwark ernannt. Dieses Amt hatte er bis 1980 inne. Stockwood beeinflusste in seiner Amtszeit sowohl radikal-modernistische als auch konservative Strömungen innerhalb der Church of England. Er ermutigte Priester, in der Öffentlichkeit Jeans zu tragen, gestattete die Teilnahme an Demonstrationen und Protestmärschen für Frieden und gegen Rassismus und setzte sich für die Ausbildung von „Arbeiterpriestern“ im Southwark Ordination Course ein. Andererseits war er der erste Diözesanbischof der Church of England, der bei der landesweiten Wallfahrt zum Schrein der Lieben Frau von Walsingham in Walsingham in der Grafschaft Norfolk predigte. Stockwoord war für seine ungewöhnliche, teilweise radikale, jedoch stets höchst erfolgreiche Besetzung von Suffraganbischöfen in der Diözese von Southwark bekannt. So ernannte er 1969 David Sheppard zum Bischof von Woolwich, 1970 Hugh Montefiore zum Bischof von Kingston, 1975 Michael Marshall zum Bischof von Woolwich und 1978 Keith Sutton zum Bischof von Kingston. 1980 ging er in den Ruhestand.
Innerhalb der Church of England nahm Stockwood eine liberale Haltung in der Frage der Homosexualität ein. Er setzte sich für eine Liberalisierung der Gesetze und gegen die Diskriminierung von Homosexuellen ein, unterstützte Gesetzesvorhaben für die Rechte von Homosexuellen, lud homosexuelle Paare zu seinen Dinner-Partys ein und segnete einmal auch eine homosexuelle Partnerschaft.
Stockwood wurde außerdem landesweit durch seine Teilnahme in der BBC-Talkshow Friday Night, Saturday Morning. Dort vertrat er die Auffassung, der Film Das Leben des Brian sei blasphemisch. Am Ende der Diskussion sagte er zu John Cleese und Michael Palin, sie würden für ihren Beitrag an dem Film schon ihre „dreißig Silberlinge“ erhalten.
In seiner Autobiografie Chanctonbury Ring (1982), behauptete Stockwood, er habe im Laufe seines Lebens zahlreiche paranormale Erfahrungen gemacht. 1998 veröffentlichte Michael De-la-Noy eine Biografie über Stockwood mit dem Titel Mervyn Stockwood: A Lonely Life. Er beschrieb Stockwood als Sozialisten, der die Annehmlichkeiten von Reichtum, Wohlstand und Privilegien zu schätzen wusste. Nach Auffassung De-la-Noys war Stockwood der „kontroverseste Diözesanbischof seiner Generation“, insbesondere ein Erneuerer und Befähiger.
Nach seinem Ruhestand lebte Stockwood in Bath. Er war Schirmherr (Patron) des Theatre Royal in Bath und Mitglied des Verwaltungsrates (Council) der University of Bath. Er wurde im Ruhestand zum ehrenamtlichen Assistenz-Bischof (Honorary Assistant Bishop) der Diözese von Bath and Wells. 1992 hielt er den Trauergottesdienst beim Begräbnis von John Spencer, 8. Earl Spencer, dem Vater von Lady Diana Spencer.
Am Abend des 12. Januar 1995 erlitt Stockwood einen chronischen Asthmaanfall und wurde ins St. Martins Hospital in Bath gebracht. Dort starb er am Morgen des 13. Januar 1995 gegen 3:45 Uhr im Alter von 81 Jahren. Der Trauergottesdienst für Stockwood fand am 27. Januar 1995 in der All Saints Church in Clifton stand. Seinem letzten Wunsch entsprechend, wurde seine Asche am Chanctonbury Ring, einem Hügel in den Sussex Downs in West Sussex verstreut; dies war für Stockwood ein Ort spiritueller Erfahrung gewesen. Am 8. März 1995 fand ein Gedenkgottesdienst für Stockwoord in der Kathedrale von Southwark statt.
Kurz vor seinem Tode war er durch die radikale Homosexuellen-Organisation OutRage! als homosexuell geoutet worden.

## Mitgliedschaft im House of Lords
Stockwood war von 1963 bis 1980 als Geistlicher Lord Mitglied des House of Lords. Im House of Lords sprach er unter anderem 1966 zur Abortion Bill, in der er sich für ein Recht auf Abtreibung bei medizinischer Indikation aussprach. Außerdem sprach er im House of Lords zum Palästinensischen Flüchtlingsproblem.